# Augusto Riedel
Augusto Riedel (Alemanha, 1836 - 1877) foi um fotógrafo com atuação no Brasil durante o Século XIX. Possuiu estúdios fotográficos na cidade de São Paulo e do Rio de Janeiro.

## Biografia
Possuiu estúdios fotográficos na cidade de São Paulo - na rua Direita Direita nº 24 durante a década de 1860 - e do Rio de Janeiro - na rua Cassiano nº 41, entre 1875 e 1877.
De sua obra fotográfica, restaram 40 imagens do álbum Viagem de S.S.A.A. Reaes Duque de Saxe e seu Augusto Irmão D. Luis Philippe ao Interior do Brasil no Anno 1868, um dos trabalhos clássicos da documentação fotográfica do século XIX no Brasil. Augusto Riedel fez parte da comitiva da expedição, chefiada pelo duque de Saxe, dom Luís Augusto de Saxe-Coburgo-Gota (1845 - 1907), genro do imperador Pedro II do Brasil (1825 - 1891), casado com a princesa Leopoldina de Bragança e Bourbon (1847 - 1871). A presença do nome de Riedel na capa do álbum indica que ele já devia ser bastante conhecido e que provavelmente devam existir outras fotos dele ainda hoje não amplamente reconhecidas.
Durante a  viagem, que durou meses, foram percorridos os estados de Minas Gerais, onde foram retratadas as cidades de Ouro Preto, Mariana, Sabará, Diamantina (e suas minas de diamantes), Lagoa Santa e o primeiro vapor do rio das Velhas, além das minas de Morro Velho; vistas do rio São Francisco, que levaram os viajantes até Penedo, em Alagoas; Sergipe e, finalmente, Bahia, último estado visitado pela expedição. São possivelmente os mais antigos registros fotográficos dessas regiões do Brasil.  O itinerário  sugere um grande interesse do grupo em geologia e em assuntos relativos à mineração. 
Entre 1881 e 1882, várias dessas imagens produzidas por Riedel foram apresentadas na Exposição de História do Brasil de 1881-1882, na Biblioteca Nacional do Rio de Janeiro, que foi um dos mais significativos eventos da historiografia nacional. Realizada sob a direção de Ramiz Galvão (1846-1938), foi aberta pelo imperador dom Pedro II, em 2 de dezembro de 1881, quando o soberano completou 56 anos. Ainda na mesma década, diversas imagens feitas por Riedel integraram o Album de vues du Brésil, considerada a última peça para a promoção do Brasil imperial, produzida pelo Barão do Rio Branco (1845-1912). O álbum, que trazia também imagens feitas por Marc Ferrez (1843 - 1923), Joaquim José Insley Pacheco (1930 - 1912) e Rodolpho Lindemann(c. 1852 – 19?), dentre outros, foi publicado em Paris durante a realização da Exposição Universal de 1889 e representava um resumo iconográfico do Império e de suas riquezas. 
Em 1976, Riedel teve algumas de suas fotografias incluídas tanto na exposição Pioneer Photographers of Brazil, realizada no Center for Inter-American Relations, em Nova York, como no livro homônimo, onde os autores Weston Naef e Gilberto Ferrez ressaltaram que havia na obra do fotográfo "um senso sutil das nuanças da composição pictórica capaz de transformar um tema banal num manifesto acerca dos abusos cometidos pelo ser humano contra a natureza". Também compararam seu trabalho ao do fotógrafo paisagista irlandês Timothy O´Sullivan (1840-1882) que, na mesma época em que Riedel participava dessa viagem pelo Brasil, trabalhava no Arizona, em Nevada, no Colorado e no Novo México, na primeira expedição oficial para o oeste dos Estados Unidos após a Guerra Civil norte-americana (1861-1865). 
A biografia de Augusto Riedel ainda é pouco conhecida. Diversas fontes afirmam ou levam em consideração a possibilidade de Riedel ser filho do botânico Ludwig (Luiz) Riedel (1790-1861) - integrante da missão científica comandada pelo barão Georg Heinrich von Langsdorff (1774-1852), que percorreu cerca de 17 mil quilômetros no Brasil entre os anos de 1822 e 1829. Em "O olhar distante - a paisagem brasileira vista pelos grandes artistas estrangeiros 1637-1998", de Pedro Corrêa do Lago, e no livro "Fotógrafos alemães no Brasil do século XIX", de Pedro Vasquez, a dúvida em relação a essa filiação foi levantada. Uma notícia do jornal O Globo, de 10 de novembro de 1874, na quarta coluna da página 4, parece esclarecer essa questão:
"Augusto Riedel, empregado na casa dos Srs. Leuzinger & Filhos, e filho do falecido botanico Dr. Luiz Riedel, declara, por causa de duvidas, que nada tem de afinidade com Augusto Riedel, photographo, e que de hora em diante, assignar-se-ha - Augusto Fernando Riedel" (O Globo, 10 de novembro de 1874).
Ainda na consulta a jornais, foram resgatadas duas notícias sobre Frederico Augusto Riedel, nome com o qual, de acordo com a Enciclopédia Itaú Cultural, Riedel é às vezes chamado. Em 1876, teria se naturalizado brasileiro e, em 17 de novembro de 1877, teria partido do Brasil no paquete "Habsburg", com destino a Bremen, na Alemanha.